# Jesús Moncada
Pour les articles homonymes, voir Moncada (homonymie).
 (octobre 2017).
Si vous disposez d'ouvrages ou d'articles de référence ou si vous connaissez des sites web de qualité traitant du thème abordé ici, merci de compléter l'article en donnant les références utiles à sa vérifiabilité et en les liant à la section « Notes et références ».
Œuvres principales
- Camí de Sirga
- Estremida memòria

Jesús Moncada i Estruga, né le 1er décembre 1941 à Mequinenza et décédé à Barcelone le 13 juin 2005  est un écrivain et traducteur espagnol d'expression catalane.

## Biographie
Il est considéré comme l'un des auteurs de littérature catalane les plus importants de son époque[réf. nécessaire], et a reçu plusieurs récompenses pour son œuvre, entre autres le prix de la ville de Barcelone et le Prix de la critique Serra d'Or en 1989 pour Camí de Sirga (Les bateliers de l'Èbre), et la Creu de Sant Jordi accordée par la Généralité de Catalogne en 2001. En 2004 il a reçu le prix des lettres aragonaises, quelques mois avant sa mort.
Jesús Moncada est l'un des auteurs les plus traduits de la littérature catalane[réf. nécessaire], Les bateliers de l'Èbre a été traduit dans quinze langues, dont le japonais et le vietnamien. Jesús Moncada a également traduit en catalan de nombreuses œuvres écrites en espagnol, français et anglais, notamment de Guillaume Apollinaire, Alexandre Dumas, Jules Verne et de Boris Vian.
Ses cendres ont été dispersées sur l'emplacement de l'ancienne Mequinenza, inondée par la construction du barrage de Ribaroja, où il était né, et où se déroule l'ensemble de son œuvre.

## Les Bateliers de l'Èbre

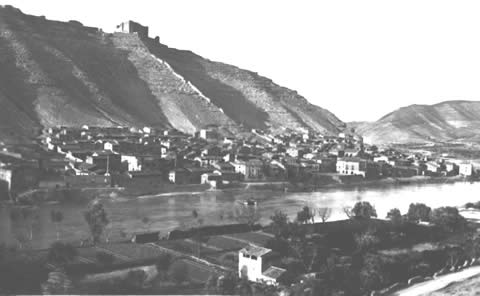
Vue panoramique de l'ancien Mequinenza.

Ce roman raconte l'histoire d'un village situé au confluent de deux grands cours d'eau, l'Èbre et son affluent le Sègre, à travers les souvenirs de ses habitants. Cette avalanche de souvenirs, qui remontent parfois jusqu'au XIXe siècle, est provoquée par la construction d'un barrage et l'inondation imminente du village. 
Le livre porte aussi quelques réflexions sur ce qu'est une histoire, un souvenir, un conte, et sur les mensonges qu'ils véhiculent tous. La tonalité générale est assez nostalgique, sans jamais tomber dans l'amertume, mais on peut aussi rire parfois de bon cœur avec certains personnages ou situations. Sont évoquées entre autres :
- l'hypocrisie et la cruauté des relations humaines, dans un village où tout le monde se connaît et s'est toujours connu ;
- l'influence de l'Histoire (la Première Guerre mondiale en Europe, la guerre d'Espagne) sur l'histoire du village ;
- le système économique qui fait fonctionner le village et toute la vallée de l'Èbre

## Œuvre

### Traductions en français
- Les bateliers de l’Èbre, Seuil (1992)
- Frémissante mémoire, Gallimard (2001)
- Anthologie de contes, éditions Trabucaire (2010), traduction d’Émilienne Rotureau Gilabert

### Romans (en catalan) et traductions en espagnol
- Camí de sirga (Camino de sirga) (1988)
- La galeria de les estàtues (La galeria de les estatuas) (1992)
- Estremida memòria (Memoria estremecida) (1997)

### Nouvelles (en catalan) et traductions en espagnol
- Històries de la mà esquerra i altres narracions (Historias de la mano izquierda) (1981)
- El cafè de la granota (El café de la rana) (1985)
- Calaveres atònites (Calaveras atónitas)(1999)
- Riada (2000)
- Contes (2001)
- Cabòries estivals i altres proses volanderes (2003)

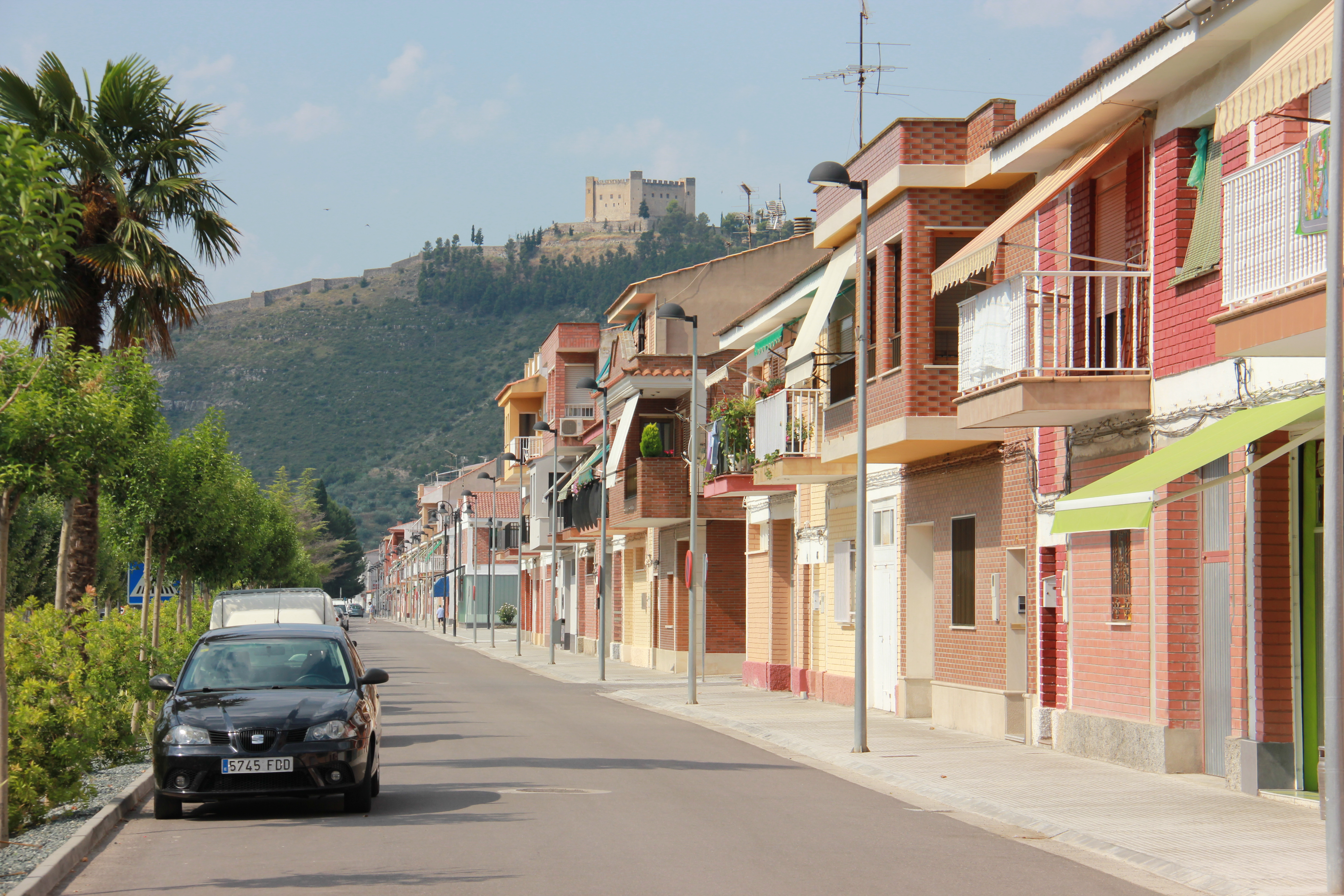
Vue panoramique du nouveau Mequinenza

## Postérité
Jesús Moncada s'est toujours senti profondément enraciné dans son village : Les bateliers de l’Èbre raconte la disparition de la vieille ville de Mequinenza (géographiquement entre le Segre et l'Ebre) en raison de la construction du barrage du Riba-Roja. L'auteur reproduit les différentes situations géographiques de ses personnages ; de la rivière à la nouvelle ville, traversant l'usine de réglisse, les calafatérs, les chantiers navals, les mines, les llaüts, les lieux d'armes ou la rue Amargura. En outre, du château de Mequinensa, il décrit la vue panoramique de la nouvelle ville et de l'espace pour la mémoire.
Pour cette même raison, le musée de Mequinenza, à travers le conseil municipal, a créé une route littéraire qui traverse les lieux que Jésus Moncada a immortalisé dans ses œuvres. Le point de départ est le musée d'Histoire de Mequinenza et l'itinéraire est le suivant : la vieille ville, le mur et la rivière, la maison de l'auteur, le cinéma Goya, la rue San Francisco, l'église, la place de la Mairie, le terrain de football, le château ou les bars avec les miniers et les marins.
En 2007, L'Aigua a été réalisée pour la première fois : une œuvre basée sur des textes des trois livres d'histoire et de la collection d'articles « Cabòries estivals i altres proses volanderes ». Le spectacle, produit par le Centre des Arts de la Scène de Terrassa en coproduction avec La Mirada, La Cia et Les Antonietes, a été représenté depuis lors dans toute la Catalogne.
Après sa mort, il est devenu le fils protégé de la ville où il est né. Aujourd'hui, il y a un espace à l'intérieur du musée de Mequinenza pour connaître la vie et le travail de l'auteur et son patrimoine pictural, littéraire et photographique.